# Hueber-Hof

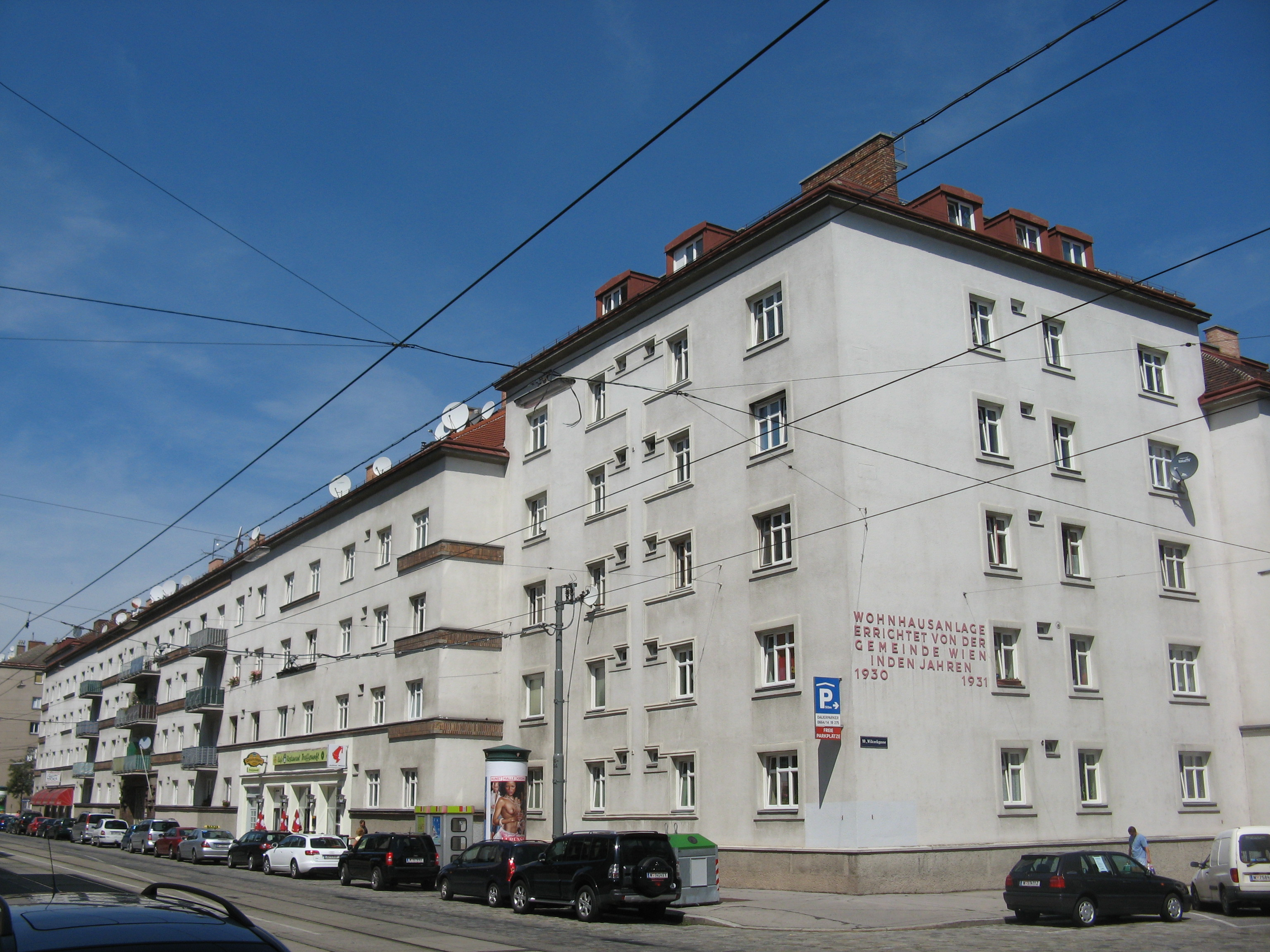
Hueber-Hof

Der Hueber-Hof ist eine städtische Wohnhausanlage im 10. Wiener Gemeindebezirk Favoriten. Sie befindet sich an der Quellenstraße 24B (Die Anlage wird deshalb von den Bewohnern und in der Umgebung einfach B-Bau genannt). Der Hueber-Hof wurde in den Jahren 1930–1931 von den Architekten Alfred Chalousch und Heinrich Schopper errichtet.

## Baubeschreibung
Die große Wohnbauanlage mit 475 Wohnungen liegt zwischen der Quellenstraße im Süden, der Steudelgasse im Westen, der Erlachgasse im Norden und der Wilczekgasse im Osten. Der Hueber-Hof bildet eine Blockrandverbauung um einer sehr weitläufigen Hof, in dem noch weitere drei freistehende Wohnhäuser stehen. Die Fassadenfront an der Quellenstraße wird durch drei Balkonachsen und den Haupteingang zum Innenhof, der massiv durch Klinker gerahmt wird, akzentuiert. Seitlich davon befinden sich zwei Geschäftslokale. Die Ecken sind durch zurückversetzte und ein Stock höhere Bauteile gekennzeichnet. Infolge des Niveauunterschieds sind die Seitenfronten mehrfach abgestuft. Die Rückfront an der Erlachgasse weist eine symmetrisch angeordnete Höhenstufung auf. Die Außenfassaden mit Ausnahme der Eckbauteile werden mit einem durchgehenden Gesims gegliedert. An den Hoffassaden sind Balkone in geschwungenen Formen bemerkenswert.

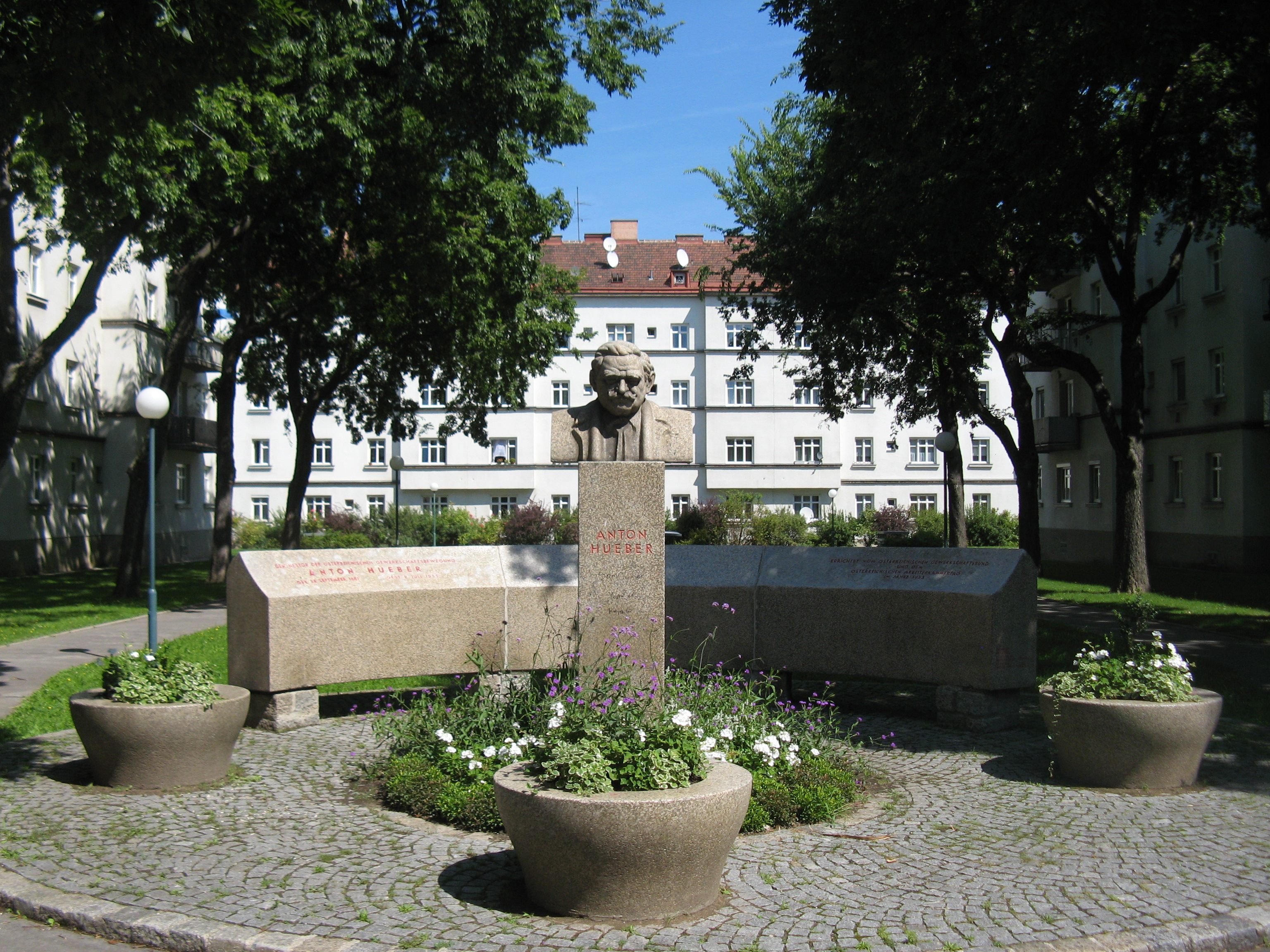
Anton-Hueber-Denkmal (1953) von Mario Petrucci

Im Hof steht ein repräsentatives Denkmal mit der Büste des Gewerkschaftspioniers Anton Hueber von Mario Petrucci aus dem Jahr 1953. Es wurde seinerzeit von Bundespräsident Theodor Körner enthüllt. In der Hofeinfahrt erinnert eine Gedenktafel an Hueber.